# Медетов, Баджан
Баджан Медетов (1926, Ташаузский округ — не ранее 1986) — советский хозяйственный, государственный и политический деятель, Герой Социалистического Труда.

## Биография
Родился в 1926 году на территории Ташаузского округа. Член КПСС.
С 1941 года — на хозяйственной, общественной и политической работе. В 1941—1986 гг. — хлопковод, колхозник, звеньевой, бригадир колхоза «Искра» Октябрьского района Ташаузской области Туркменской ССР.
Указом Президиума Верховного Совета СССР от 25 декабря 1976 года присвоено звание Героя Социалистического Труда с вручением ордена Ленина и золотой медали «Серп и Молот».
Умер в Туркменистане после 1986 года.

## Награды и звания
- Герой Социалистического Труда (25.12.1976).
- орден Ленина (16.03.1965; 25.12.1976)
- орден Октябрьской Революции (10.12.1973)
- орден Трудового Красного Знамени (14.02.1957; 08.04.1971)